# 椎名寅生
椎名 寅生（しいな とらお）は、日本の小説家。ライトノベル作家。

## 経歴・人物
2009年、竜岩石まこと名義の投稿作「試射室」でjump Novel Grand Prix '09 Spring「テーマ部門」銀賞を受賞。2011年、柴田科虎(しばた・しなとら)名義の「エクソドスの毒薬 ― you are (not) safe ―」で、第9回BOX-AiR新人賞を受賞し、同作を改題した『シアトロ惑星』で作家デビュー。2015年には、蕎麦田名義の「目出し帽の女」で『幽』文学賞短篇部門佳作に入選。2018年には第22回星海社FICTIONS新人賞を受賞した『花園』で再デビューしている。

## 作品リスト

### 単行本
- 『シアトロ惑星』（柴田科虎名義、講談社BOX、2012年8月）
- 『花園 上』（星海社FICTIONS、2018年10月）
- 『花園 下』（星海社FICTIONS、2018年11月）
- 『ニューノーマル・サマー』（新潮文庫nex、2021年6月）
- 『夏の約束、水の聲』（新潮文庫nex、2023年7月）

### 雑誌掲載作品
(柴田科虎名義)
- 「シアトロ惑星」 - 『BOX-AiR』8号（2011年11月）および同誌10号（2012年1月） - 14号（同年5月） 連載
- 「シアトロ惑星 ちゅら」 - 『BOX-AiR』20号（2012年11月） - 27号（2013年6月） 連載
- 「鏡の国の大飛竜（バハムート）」 - 『BOX-AiR』33号（2013年12月） - 44号(2014年11月) 連載